# Свејл
Свејл (енгл. River Swale) је река у Уједињеном Краљевству, у Енглеској. Дуга је 117,8 km. Протиче кроз Јоркшир. Улива се у Ure. 